# Суоярви
Суоя́рви (в XVII веке — Шуезерский погост, фин. и карел. Suojärvi «заболоченное озеро») — город в России в составе Республики Карелия, расположенный в Северном Приладожье. Административный центр Суоярвского муниципального округа, до расформирования в мае 2022 года, образовывал Суоярвское городское поселение. Город был образован в 1940 году.

## Этимология
Название города — по расположению на озере Суоярви. Гидроним из карельских слов suо «болото», järvi «озеро», то есть «заболоченное озеро».

## География и климат
Город расположен в южной части Республики Карелии, в 132 км от Петрозаводска по автодороге Петрозаводск — Суоярви, на южном берегу озера Суоярви. Железнодорожный узел Суоярви I.
В городе Суоярви умеренно-холодный климат с коротким (с конца июня до начала августа) прохладным летом и постоянным увлажнением в течение года. Большое количество осадков, даже в засушливые месяцы. По классификации климатов Кёппена — переходный от влажного континентального (индекс Dfb) к субарктическому (индекс Dfc) климату.
| Показатель                    | Янв.  | Фев.  | Март | Апр. | Май  | Июнь | Июль | Авг. | Сен. | Окт. | Нояб. | Дек. | Год |
| ----------------------------- | ----- | ----- | ---- | ---- | ---- | ---- | ---- | ---- | ---- | ---- | ----- | ---- | --- |
| Средний суточный максимум, °C | −7,1  | −6,4  | −1,8 | 5,1  | 13,0 | 17,6 | 21,0 | 18,3 | 12,8 | 5,2  | −0,1  | −3,5 | 6,0 |
| Средняя температура, °C       | −9    | −8,5  | −4,4 | 1,7  | 9,2  | 14,1 | 17,6 | 15,2 | 10,1 | 3,4  | −1,5  | −5,3 | 3,5 |
| Средний суточный минимум, °C  | −11,2 | −10,8 | −7,1 | −1,9 | 4,6  | 9,9  | 13,7 | 11,9 | 7,4  | 1,5  | −3,2  | −7,3 | 0,5 |
| Норма осадков, мм             | 56    | 47    | 47   | 42   | 59   | 75   | 91   | 88   | 67   | 68   | 66    | 70   | 776 |
| Источник: Климат Суоярви      |       |       |      |      |      |      |      |      |      |      |       |      |     |

## История

### В составе Новгородской земли
Согласно писцовой книге 1499/1500 года на территории современного города располагались деревни Суярва Меньшая, Суярва Большая и деревня Ялгалакша.
В архивных документах 1500 года упоминается о поселении Кайпаа с 20 дворами на южном берегу болотистого озера (суоярви) — там, где сейчас находятся городские кварталы. В XVI—XVII веках поселение входило в состав Водской пятины Новгородской земли как Шуезерский погост.

### Под властью Швеции
Согласно Столбовскому мирному договору в 1617 году, территория поселения была включена в состав Шведского королевства. С 1618 года упоминается Суоярвский погост Кексгольмского лена с центром в деревне Варпакюля, а в 1621 году Шуезерская выставка (Суоярвская волость).

### В составе Российской империи (1721—1918)
В царствование Петра I в результате Северной войны по Ништадтскому мирному договору 1721 года вся Старая Финляндия, включая и территорию поселения, отошла к Царству Русскому. На отвоёванной территории была образована Выборгская провинция Санкт-Петербургской губернии.
В 1799 году приписные крестьяне Шуезерской волости поставили на Александровский завод 215924 пуда озёрной руды. В кирхшпиле Суоярви добывалась лучшая во всей Выборгской губернии железная руда.
В 1804 году земли Шуезерской волости выкупил у казны граф А. Г. Орлов-Чесменский и построил Каратсалминский чугуноплавильный завод.
В 1811 году Выборгская губерния вошла в состав Великого княжества Финляндского (в 1809 году вошедшего в состав Российской империи). В 1812 году территория была включена в состав Суоярвской волости.
На 1859 год одна часть кирхшпиля (прихода) Суоярви входила в Иломанский уезд Куопиосской губернии, другая (с капелланством Корписелька) — в Сальмисский уезд Выборгской губернии.
В 1917 году княжество Финляндское стало независимым государством.

### Финляндия
В 1926 году был построен лесозавод и фабрика по производству картона.

### Советско-финская война (1939—1940)

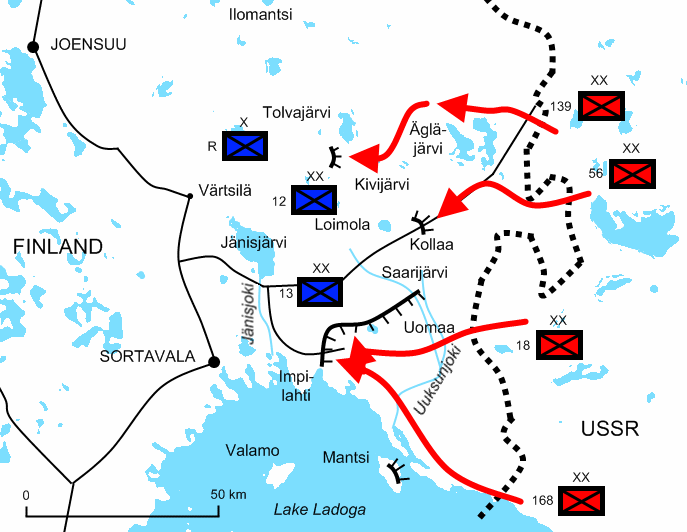
Бои в декабре 1939 года в районе Суоярви.

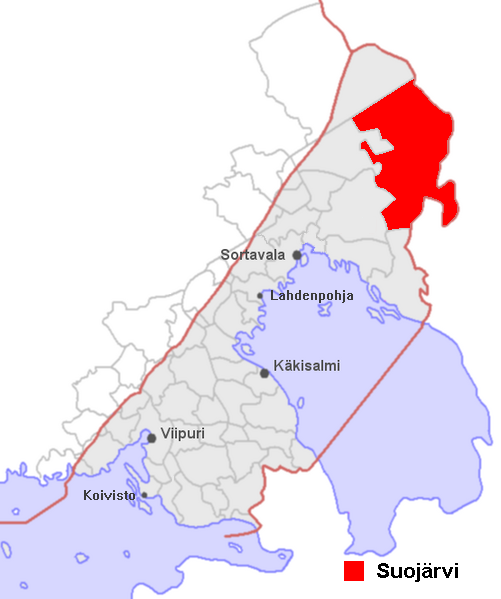
Община Суоярви на карте территории, отошедшей в пользу СССР.

30 ноября 1939 года началась война, оборону в районе между озёрами Суоярви и Варпаярви вела 12-я стрелковая дивизия (12. divisioona).
В декабре 1939 года наступающие соединения 8-й армии Красной армии (командующий — комдив И. Н. Хабаров) продвинулись вперёд на 86 км, овладели Суоярви, Лоймолой и Питкярантой. В ходе декабрьских боёв 1939 года советское командование приняло решение, что для снабжения своей группировки советских войск недостаточно существующих грунтовых автомобильных дорог: Петрозаводск — Вешкелица — Чална и Спасская Губа — Вохтозеро — Чална (не имеющих соединения с дорожной сетью Финляндии) и необходимо строительство железной дороги для дальнейшего наступления Красной армии.
В Суоярви эвакуация мирного населения не была проведена и жители волости деревнями остались на местах. 2 февраля 1940 года, согласно директиве Ставки Верховного Главнокомандования СССР «О мерах по борьбе со шпионажем», началось выселение оставшегося финского населения с занятых территорий в тыл Карельской АССР в специальные лагеря. Жители Суоярвского прихода из 37-и деревень и хуторов (1329 чел.) были выселены в Интерпосёлок.
В период с января по апрель 1940 года советские железнодорожные войска проложили железную дорогу из Петрозаводска в Суоярви. Протяжённость дороги составила 132 километра. Её строительство закончилось после заключения мирного договора 1940 года. Первый поезд прошёл по новой линии 15 марта 1940 года. 20 марта 1940 года в Суоярви был выведен штаб 56 стрелкового корпуса. 23 ноября того же года он был преобразован в штаб 7-й армии.
В 1940 году после завершения Зимней войны согласно мирному договору бо́льшая часть Выборгской губернии была передана СССР. С 1940 года Суоярви — в составе Карельской Автономной ССР.

### Великая Отечественная война (1941—1945)
Суоярви был занят финской армией 13 июля 1941 года.
Красная армия заняла Суоярви 11 июля 1944 года.

### Советский период
В 1949 году в соответствии с постановлением Совета Министров СССР «О мероприятиях по восстановлению и развитию лесозаготовок в Карело-Финской ССР» было разрешено привлекать в Карелию ингерманландских финнов. Однако в приграничных с Финляндией районах, в том числе и в Суоярви, им по-прежнему проживать запрещалось.
30 сентября 1956 года была открыта железная дорога на участке Суоярви — Поросозеро. Участок железнодорожной линии строился 6 лет.
Действовали Суоярвский леспромхоз, птицефабрика, бетонный завод, типография, авиабаза Майсионвара, размещался погранотряд.

## Население
| 1959    | 1970    | 1979    | 1989    | 1996    | 1998    | 2000    | 2001    | 2002    |
| ------- | ------- | ------- | ------- | ------- | ------- | ------- | ------- | ------- |
| 6711    | ↗9425   | ↗10 507 | ↗11 772 | ↘11 600 | ↘11 400 | ↘11 100 | ↘10 900 | ↗11 600 |
| 2005    | 2006    | 2007    | 2008    | 2009    | 2010    | 2011    | 2012    | 2013    |
| ↘11 500 | ↘11 200 | ↘11 000 | ↘10 900 | ↘10 798 | ↘9766   | ↗9800   | ↘9531   | ↘9383   |
| 2014    | 2015    | 2016    | 2017    | 2018    | 2019    | 2020    | 2021    | 2023    |
| ↘9270   | ↘9126   | ↘9076   | ↘9053   | ↘8920   | ↘8781   | ↘8678   | ↘7190   | ↘6819   |

На 1 января 2025 года по численности населения город находился на 1028-м месте из 1124 городов Российской Федерации.
По итогам переписи населения 2020 года проживали следующие национальности (национальности менее 0,1 % и другое, см. в сноске к строке «Другие»):
| Национальность | Численность, чел. | Доля     |
| -------------- | ----------------- | -------- |
| Русские        | 6133              | 85,30 %  |
| Карелы         | 272               | 3,78 %   |
| Белорусы       | 246               | 3,42 %   |
| Украинцы       | 108               | 1,50 %   |
| Татары         | 43                | 0,60 %   |
| Финны          | 30                | 0,42 %   |
| Поляки         | 21                | 0,29 %   |
| Другие         | 337               | 4,69 %   |
| Итого          | 7190              | 100,00 % |

## Местное самоуправление
В ноябре 2004 года в ходе муниципальной реформы в черте города Суоярви было образовано Суоярвское городское поселение.
Органами и должностными лицами местного самоуправления в городе Суоярви являются:
- совет депутатов (представительный орган муниципального образования),
- глава поселения (высшее должностное лицо),
- администрация поселения (исполнительно-распорядительный орган муниципального образования),
- контрольный орган.

Совет депутатов состоит из 15 депутатов, избираемых сроком на четыре года на муниципальных выборах по одномандатным округам. Организацию деятельности городского Совета депутатов осуществляет председатель городского Совета, избираемый депутатами совета из своего состава. Депутаты осуществляют свои полномочия, как правило, на непостоянной основе.
Глава поселения является высшим должностным лицом местного самоуправления. Избирается на муниципальных выборах, возглавляет администрацию города и формирует её состав, участвует на заседаниях городского Совета депутатов с правом совещательного голоса.
Глава города избирается членами местного сообщества (людьми, постоянно или преимущественно проживающими на территории города), обладающими активным избирательным правом, сроком на четыре года. Глава поселения подконтролен и подотчётен населению и совету. Порядок проведения выборов главы поселения определяется Законом Республики Карелия от 27 июня 2003 года № 683-ЗРК «О муниципальных выборах в Республике Карелия».
Администрация поселения является исполнительно-распорядительным органом местного самоуправления. Состоит из муниципальных служащих, замещающих должности муниципальной службы. Деятельностью администрации руководит глава города.
Контрольный орган образуется в целях контроля за исполнением местного бюджета, соблюдением установленного порядка подготовки и рассмотрения проекта местного бюджета, отчета о его исполнении, а также в целях контроля за соблюдением установленного порядка управления и распоряжения имуществом, находящимся в муниципальной собственности.
Контрольный орган формируется советом поселения из числа депутатов, при этом его возглавляет председатель, утверждаемый на эту должность решением совета Суоярвского городского поселения. Срок полномочий контрольного органа истекает одновременно с истечением срока полномочий совета.

## Экономика
Распоряжением Правительства РФ от 29 июля 2014 года № 1398-р «Об утверждении перечня моногородов» город включён в категорию «Монопрофильные муниципальные образования Российской Федерации (моногорода) с наиболее сложным социально-экономическим положением».
Градообразующее предприятие города — ЗАО «Картонная фабрика Суоярви».
ЗАО «Картонная фабрика Суоярви» закончила своё существование где-то в 2010—11 годах. Градообразующим предприятием была до 90х годов. Самым значимым предприятием было всегда МПС (ОАО РЖД).

## СМИ
Издаются две районных газеты: «Суоярвский вестник» и «ГородОК».
Телевидение:
- Первый Канал
- Россия 1 / ГТРК Карелия
- Россия К
- НТВ

Радио:
- 70,91 УКВ — «Радио Маяк» (Молчит)
- 72,47 УКВ — «Радио России» / «Карельское Радио» (Молчит)
- 102.0

```
FM — «
Русское радио
»
```

- 103.7 FM — «Радио России» / «Карельское Радио»

## Общественный транспорт

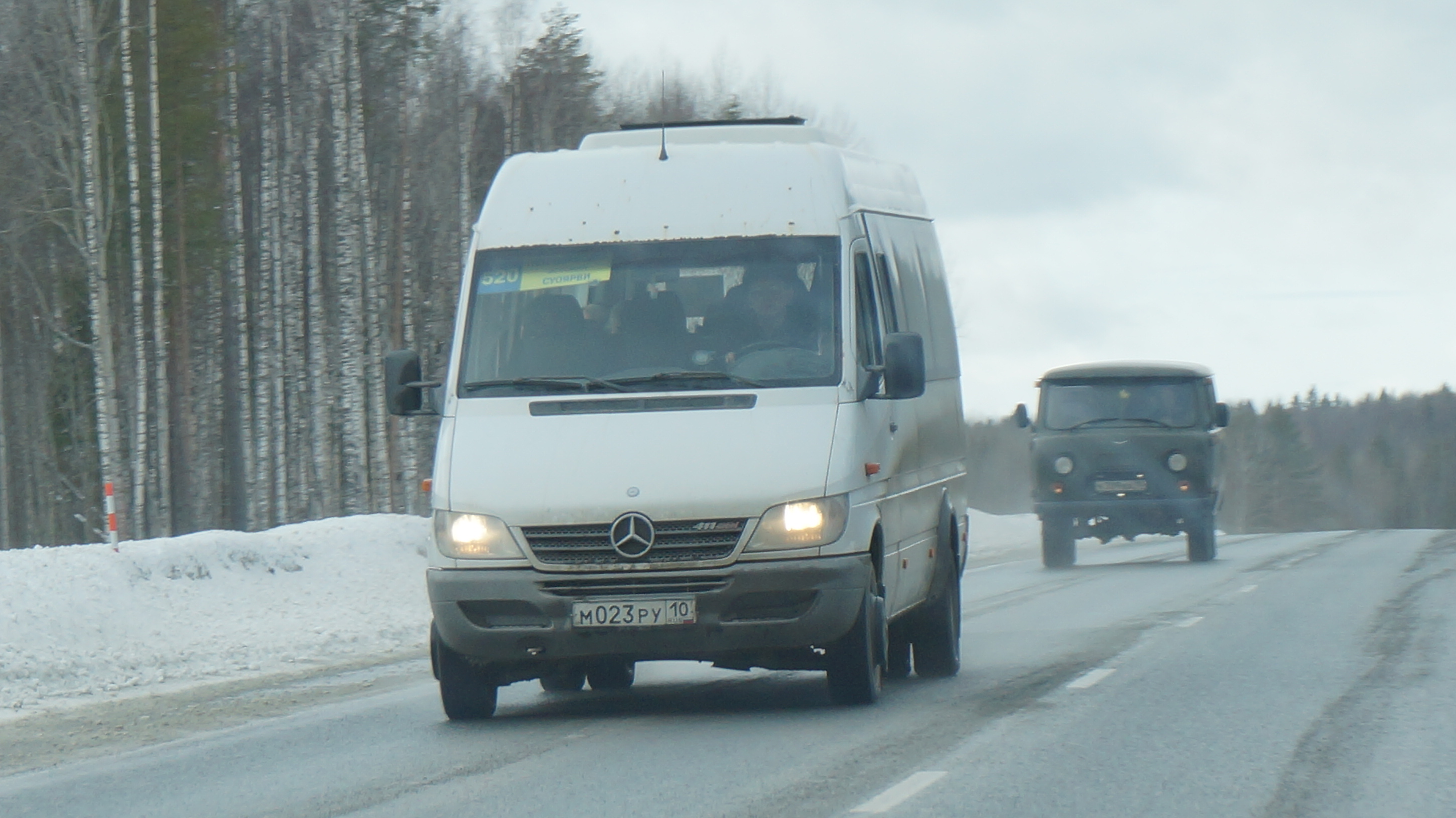
Автобус маршрута №520 ИП Воробьев следует в направлении Петрозаводска близ станции Падозеро.

### Автобус
Первое упоминание об автобусе в Суоярви датируется 1940 годом, когда через город был открыт автобусный маршрут «Петрозаводск — Сортавала».
На 10 апреля 2025 года в городе работает один городской маршрут:
- № 1 «Железнодорожный вокзал — Сувилахти — Новоселы»[41].

Кроме того, город связан автобусным сообщением с Петрозаводском. Маршрут обслуживает ГУП РК «Карелавтотранс».

## Связь
Операторы сотовой связи:
- МегаФон
- МТС
- Билайн
- TELE2
- YOTA

Интернет:
- ОАО «Ростелеком» и другие операторы .

## Церкви
В 2010 году в Суоярви было построено новое каменное здание храма Рождества Христова по проекту архитектора Ирины Соболевой. 7 ноября 2010 года было совершено малое освящение храма Архиепископом Петрозаводским и Карельским Мануилом. РПЦ (Московский патриархат).
В городе действует Церковь христиан веры евангельской по адресу ул. Ленина, д. 39.

## Достопримечательности

### Выявленные объекты культурного наследия
- Здание железнодорожного вокзала на станции Кайпа (начало XX века); Ржевский переулок, 9;
- административное здание (1920—1930-е годы); ныне Дом детского творчества[45].

### Скульптуры и памятники
- Братская могила 519 советских воинов, погибших в годы Советско-Финской войны 1941—1944 годов[46][47].
- в сквере по ул. Победы в 1968 году установлен памятник Герою Советского Союза Петру Тикиляйнену (1921—1941) (скульптор Л. Ф. Ланкинен).
- Могила Героя Советского Союза Ф. А. Шельшакова на гражданском кладбище.
- памятник В. И. Ленину (открыт 4 ноября 1987 года)[48][49].
- бюст В. И. Ленина (установлен в 2000-х годах на частном рынке владельцем)[50]

## Памятные события
В марте 2011 года в Суоярви прошёл фестиваль военно-исторической реконструкции, посвященный 71-й годовщине окончания советско-финляндской зимней войны, в ходе которого реконструировали битву за высоту Колла.

## Галерея

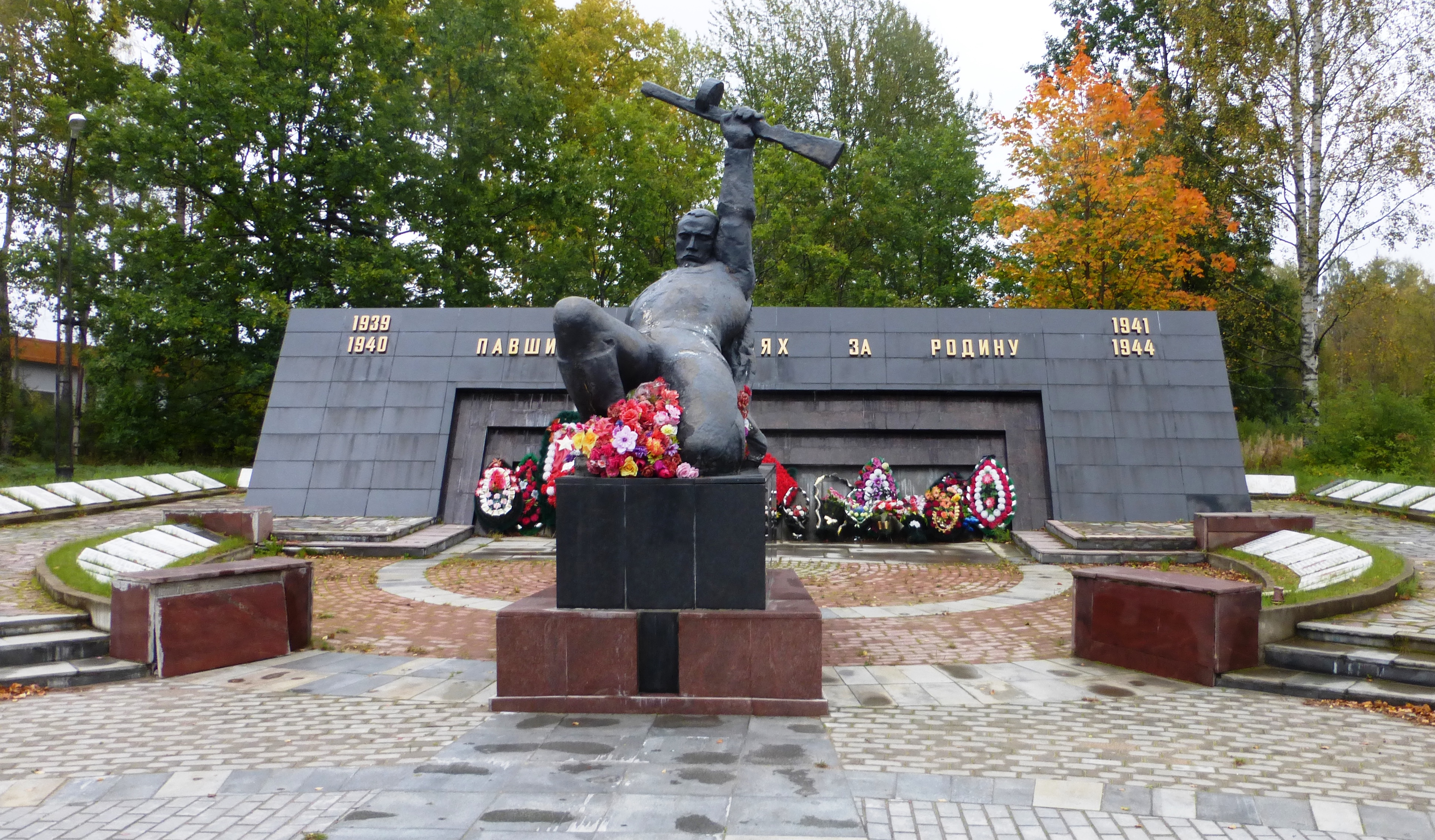
Мемориал-братская могила советских воинов
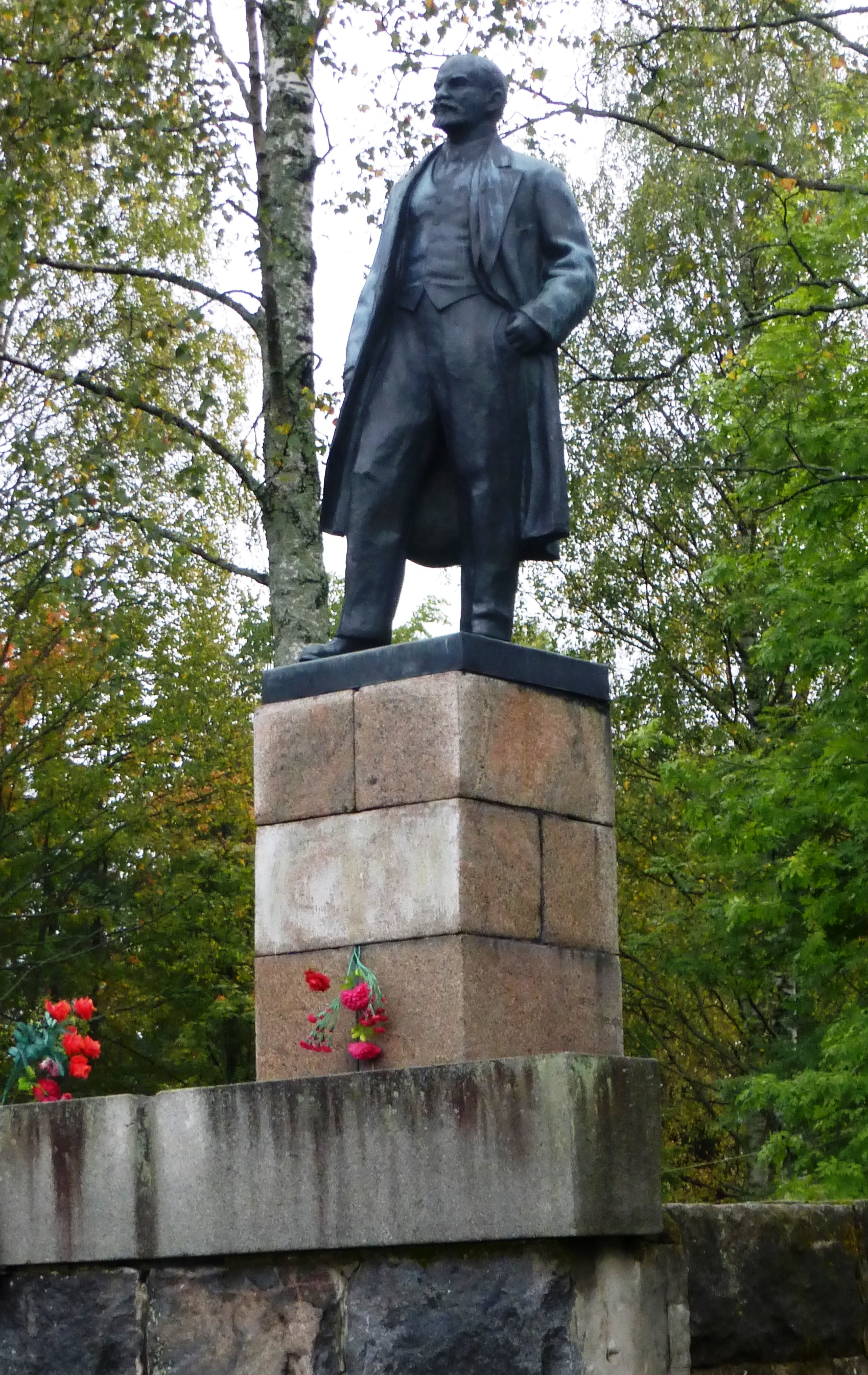
Памятник В. И. Ленину
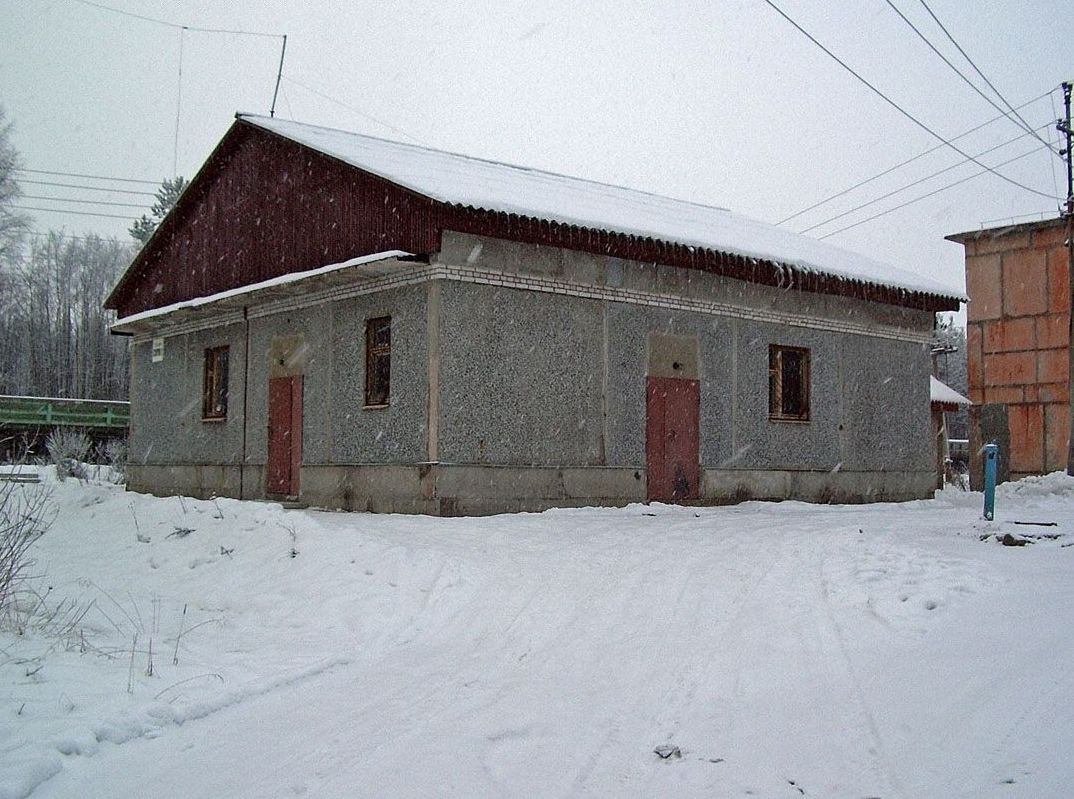
Станция Суоярви-2
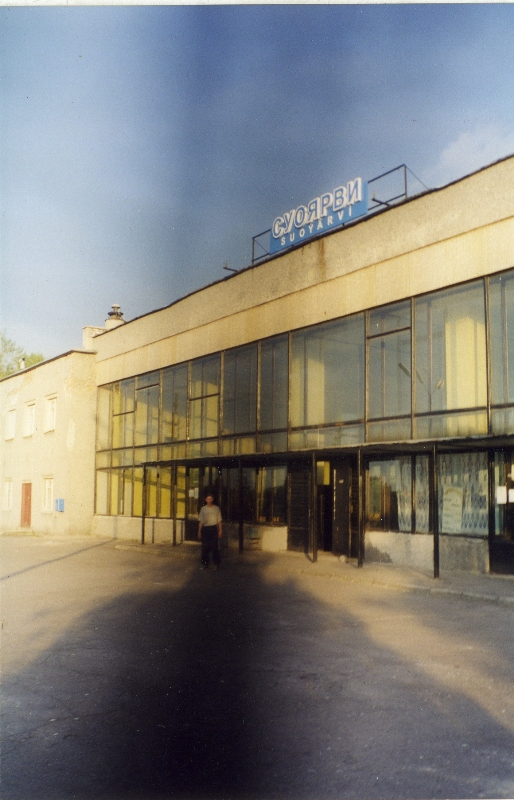
Вокзал